# Thông nhựa
Thông nhựa, thông ta, thông hai lá hay thông Tenasserim (danh pháp hai phần: Pinus latteri). Loài này được Mason miêu tả khoa học đầu tiên năm 1849. Tuy nhiên, một số tác giả, như các nhà phân loại học tại Việt Nam vẫn thường làm, lại coi thông nhựa là đồng loài với thông Sumatra, một loài với danh pháp Pinus merkusii. Trong bài này sẽ coi đây là hai loài, theo như sách đỏ IUCN. Tên gọi khoa học đặt theo Tenasserim (hiện nay là Tanintharyi), một khu vực tại miền nam Myanmar trên eo đất Kra.

## Phân loại
Thông nhựa (Pinus latteri) có quan hệ họ hàng gần với thông Sumatra (Pinus merkusii), loài sinh sống xa hơn về phía nam ở Đông Nam Á, trên đảo Sumatra và tại Philippines. Một số nhà thực vật học coi cả hai là đồng loài (dưới tên gọi khoa học P. merkusii, là tên gọi được mô tả sớm hơn), nhưng thông Sumatra khác ở chỗ có lá ngắn hơn (15–20 cm) và mảnh hơn (dày dưới 1 mm), quả nón nhỏ hơn với các vảy mỏng hơn, các nón mở ra ngay sau khi thuần thục và hạt có khối lượng chỉ cỡ một nửa khối lượng hạt thông nhựa. Loài này cũng có họ hàng với nhóm các loài thông tại khu vực Địa Trung Hải, bao gồm thông Aleppo và thông Thổ Nhĩ Kỳ, và chia sẻ nhiều đặc trưng với chúng.

## Đặc điểm nhận biết
Thông nhựa có thể chịu nóng, đất khô cằn, khí hậu gần biển. Là cây gỗ lớn, cao 25–45 m, tán hình trứng, phân cành thấp, vỏ cây màu xám nâu ở dưới, đỏ cam ở trên, thường nứt dọc sâu ở sát gốc, nhưng phần trên của thân cây thì nhẵn và dễ bong ra. Đường kính thân cây tới 1,5 m. Trong thân có nhiều nhựa, nhựa thơm hắc. Lá hình kim, có hai lá mọc cụm trên một đấu cành nhắn, lá có chiều dài 20–25 cm, dày trên 1 mm, có màu xanh đậm. Cành ngắn đính lá thường dài 1-1,5 cm, đính vòng xoắn ốc vào cành lớn. Nón đơn tính cùng gốc, nón cái chín trong hai năm. Nón thường hình trứng cân đối, có kích thước thường là: chiều cao 4–5 cm, chiều rộng 3–4 cm khi khép và 6–8 cm khi mở, cuống nón thường thẳng và dài 1,5 cm. Lá bắc kém phát triển, lá noãn thường hóa gỗ khi chín. Mặt vảy hình thoi, có hai gờ ngang dọc nổi rõ, rốn vảy lõm. Mỗi vảy có hai hạt. Hạt dài 7–8 mm, có cánh 20–25 mm. Phát tán hạt nhờ gió.

## Sử dụng
Chủ yếu trồng để lấy nhựa, có thể lấy gỗ phục vụ xây dựng, đóng đồ dùng gia dụng. Có thể là cây tiên phong trồng rừng ở những nơi đất khô cằn. Nhựa thông được lấy từ cây thông được tinh chế để thu được tinh dầu thông, và phần còn lại là colophan được xà phòng hóa để làm xà phòng và sử dụng làm keo trong sản xuất giấy (keo nhựa thông) và một số ứng dụng trong công nghiệp điện, làm chất đốt...

## Phân bố
Loài thông này là bản địa của khu vực Đông Nam Á, trong khu vực miền núi ở đông nam Myanmar, miền bắc Thái Lan, Lào, Campuchia, Việt Nam, và các tỉnh Quảng Đông, Quảng Tây, Hải Nam của Trung Quốc. Nói chung loài thông này sinh sống tại khu vực có độ cao vừa phải, chủ yếu trong khoảng 400-1.000 m, nhưng đôi khi xuống thấp tới 100 m và lên cao tới 1.200 m.
Tại Việt Nam, thông nhựa phân bố nhiều ở các tỉnh miền trung, và một số ở các tỉnh phía đông Bắc Bộ. Thông nhựa được trồng chủ yếu ở Quảng Ninh, Hà Tĩnh, Nghệ An, Lâm Đồng (Đà Lạt). Thông có đặc tính là chịu lạnh tốt, thích nghi với độ cao từ 500 m.